# Matías de Arteaga y Alfaro
Matías de Arteaga y Alfaro – hiszpański malarz i rytownik barokowy. Był przedstawicielem szkoły sewilskiej, pozostawał pod wpływem Murilla i Valdesa Leal.